# Casa del Chapiz
La casa del Chapiz es un singular edificio, situado en la ciudad española de Granada, en comunidad autónoma de Andalucía, declarado Bien de Interés Cultural. Se compone de la rehabilitación de dos viviendas moriscas (siglo XVI) situadas en el barrio granadino del Albaicín, ubicadas en la Cuesta del Chapiz esquina con el camino del Sacromonte. Es desde 1932, la sede de la Escuela de Estudios Árabes.

## Historia
Las casas fueron expropiadas en 1571, por la participación de sus respectivos dueños en el levantamiento de los moriscos y en virtud de la Carta de Incorporación de Felipe II, por lo que pasaron a formar parte de la Corona castellana. Posteriormente, el rey las cedió por cédula de 1583 a uno de sus secretarios, Juan Vázquez de Salazar, quien las incorporó al Patronato de Salazar y las fue arrendando a diversas personas e instituciones, entre ellas la Real Compañía de Fábricas y Comercio de Granada. Las viviendas se fueron convirtiendo en casas vecinales, en dónde sus inquilinos fueron instalando negocios particulares y pequeñas industrias, contribuyendo así al deterioro de los edificios, que a principios del siglo XX estaban en un estado de auténtica ruina. En 1919 se consiguió que el edificio fuera declarado monumento arquitectónico, y en 1929, la propiedad pasó a manos del Estado. Posteriormente, el arquitecto y restaurador Leopoldo Torres Balbás llevó a cabo la restauración del edificio.

## Descripción
Las casas ocupan una gran parcela con huerta y jardín situada en la esquina que forman la cuesta del Chapiz y el camino del Sacromonte, que antiguamente conducía a Guadix. Aunque la denominación de Casa del Chapiz, en singular, es muy frecuente, resulta más preciso el empleo del plural, ya que se trata de dos casas diferentes con orígenes distintos. La confusión ha sido producida por la circunstancia de que comparten la crujía situada entre ambas, lo que ha hecho creer que se trataba de una casa con dos patios. Sin embargo, tanto por el estudio de sus elementos arquitectónicos como por los datos documentales del siglo XVI que se conservan, se puede demostrar la existencia de dos unidades residenciales independientes. En su origen estas casas debieron formar parte de un palacio árabe.
El acceso se efectuaba desde la placeta del Peso de la Harina, al comienzo del camino del Sacromonte, a través de un espacio común a ambas casas, a cuyo término se ubicaría el zaguán de entrada a la principal. Esta parece que se construyó sobre los restos de un palacio nazarí del siglo XIV, del cual se conserva parte del trazado de la planta y algunos elementos, que fueron aprovechados cuando se reedificó, a principios del siglo XVI, por el morisco Lorenzo el Chapiz, cuyo nombre ha perdurado en el conjunto y la calle donde se ubica. En el mismo periodo, su cuñado Hernán López el Ferí levantaría la otra casa, de menor tamaño y, probablemente, de nueva planta.
Debido a estas circunstancias, las dos casas constituyen un ejemplo de gran valor para conocer el proceso de evolución tipológica que tuvo lugar en la arquitectura doméstica nazarí desde su etapa de madurez hasta lo que podría considerarse su última fase de pervivencia en el siglo XVI, la morisca.

### Casa de Lorenzo el Chapiz
La casa principal se organiza en torno a un gran patio rectangular, cuyo lado mayor coincide con la dirección norte-sur. Aunque hasta nuestros días sólo han llegado las crujías norte, este y el inicio de la oeste, el esquema tipológico de patio cerrado fue perfectamente reconocido por Torres Balbás, arquitecto que entre 1929 y 1932 dirigió las obras de rehabilitación para instalar en estas casas la recién creada Escuela de Estudios Árabes.
En el centro del patio se conserva la alberca original de proporción muy alargada. Los otros elementos nazaríes reutilizados son las columnas de mármol blanco que sostienen los arcos del pórtico norte. Detrás del arco central se sitúa la portada de la sala principal de la casa, de cuya puerta se conservaban todavía a comienzos del siglo XIX sus hermosas gorroneras de mármol, que se exhiben en el Museo de la Alhambra.
Lorenzo el Chapiz decidió adaptar la casa al gusto y necesidades de su época, construyó la planta alta. Esta disposición de volúmenes fue dibujada con exactitud por el inglés Richard Ford entre 1831 y 1833. En la crujía meridional se abría hacia el Generalife una gran ventana, la cual se encuentra en el Museo Arqueológico Nacional (España).
Las galerías están construidas en madera, con baranda de balaustres torneados que denota influencias del gusto renacentista. La galería del lado este fue completamente rehecha en el transcurso de las obras de rehabilitación. Las salas principales de la planta alta se cubren con grandes armaduras de madera realizadas según el sistema de par y nudillo. 

### Casa de Hernán López el Ferí

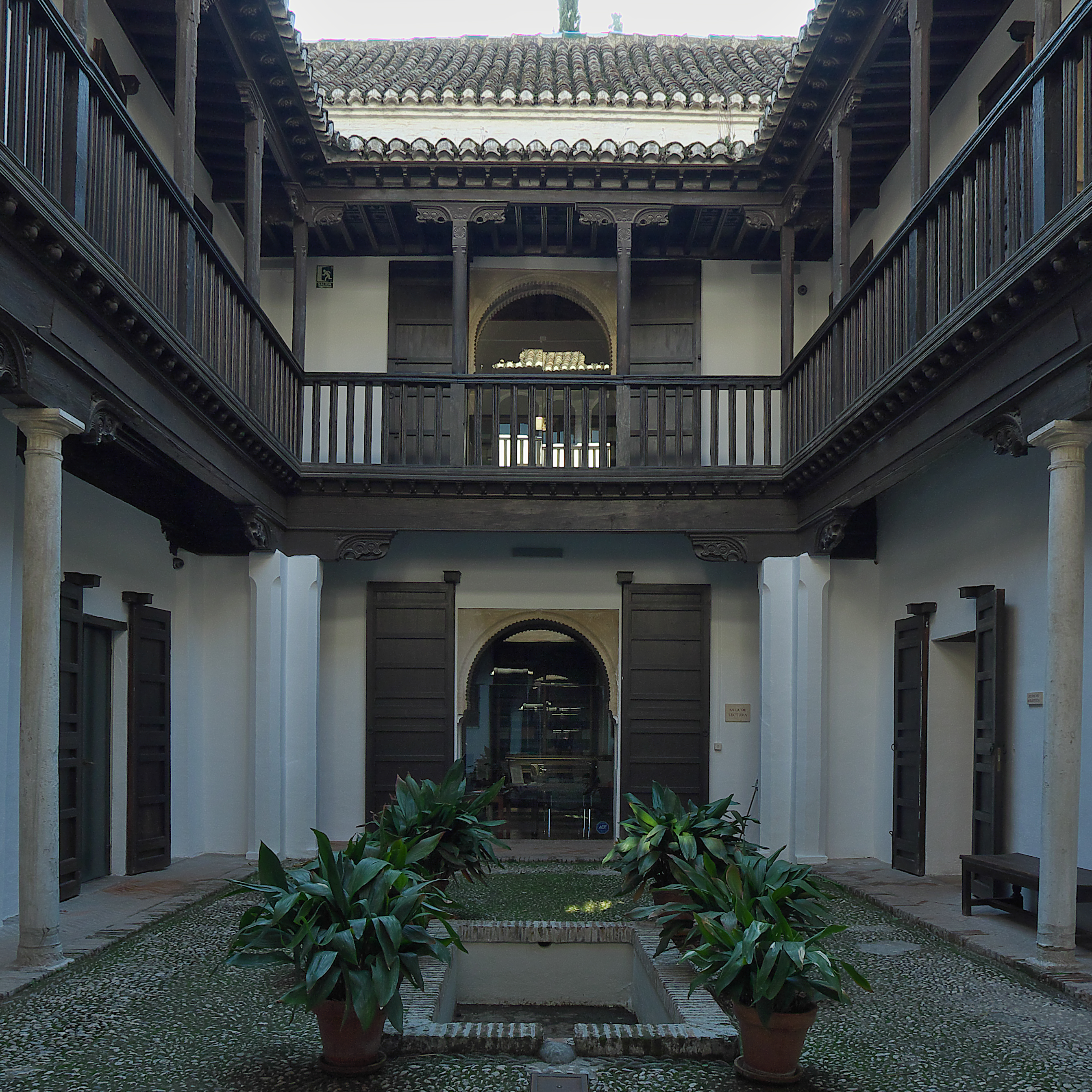
Casa de Hernán López el Ferí

Esta casa morisca es de tamaño mucho menor que la anterior. Su zaguán tiene los vanos descentrados para dificultar la visión directa hacia su patio rectangular con pequeña alberca en el centro. La organización funcional sigue la tradición mudéjar, con galerías de madera en los cuatro lados del patio, que permiten un cómodo acceso a todas las salas de la planta alta.
Bajo la crujía norte existe un aljibe, que servía para almacenar el agua que llegaba por la acequia de Aynadamar, destinada tanto para el consumo humano como para el riego de la huerta.
Las galerías presentan características decorativas algo diferentes a las de la otra casa, aunque mantienen la fusión de elementos nazaríes, góticos y renacentistas propia del mudéjar granadino. Del arte nazarí perviven los mocárabes que adornan los pies derechos que soportan los techos de la galería. Del arte gótico procede el trazado de las zapatas de lóbulos con pecho de paloma debajo, así como los balaustres rectos de la baranda, y del renacimiento proceden los jarrones tallados en los frentes de las zapatas de los lados menores, así como los capiteles de las dos columnas de mármol.